# Pansarbil m/39
Lo Pansarbil m/39 (Pbil m/39) o Linx era un'autoblindo svedese 4×4 progettata nel 1937 dalla AB Landsverk per l'Esercito danese.

## Storia
Il Lynx venne sviluppato dalla AB Landsverk per rispondere ad un requisito dell'Esercito danese, che ordinò il mezzo. In aprile 1938 furono consegnate alla Danimarca tre autoblindo, ma un rimanente lotto di 15 era in attesa di essere consegnato a Copenaghen quando scoppiò nel 1939 la seconda guerra mondiale. Questi mezzi vennero confiscati dalla Svezia, che li denominò Pansarbil m/39 e ne ordinò altri trenta esemplari. Tuttavia la Landsverk non aveva le capacità industriali per soddisfare il nuovo ordine, che fu quindi girato a Volvo; i mezzi di questo lotto, motorizzati con un propulsore Volvo, ricevettero la denominazione Pansarbil m/40. Nel 1956, 13 m/39 furono vendute alla Repubblica Dominicana, dove rimasero in servizio fino al 1990 con il locale esercito.

## Tecnica
La m/39 aveva uno scafo dal profilo basso con lamiere sottili ma ben inclinate. Il motore Scania-Vabis a benzina era posizionato al centro dello scafo, sul lato sinistro. L'equipaggio era composto da 6 elementi: pilota e mitragliere frontale, pilota e mitragliere di coda, capocarro e cannoniere in torretta. La torretta era armata con cannone Madsen 20 mm e mitragliatrice Ksp m/39 coassiale; a quest'ultima si aggiungevano altre due mitragliatrici dello stesso tipo nello scafo, su supporto sferico, una in caccia ed una in fuga. La m/40 differiva per la motorizzazione con propulsore Volvo. Le autoblindo per l'Esercito svedese, sia m/39 che m/40, erano armate con cannone Bofors 20 mm m/40 invece del Madsen.